# Bryant Park

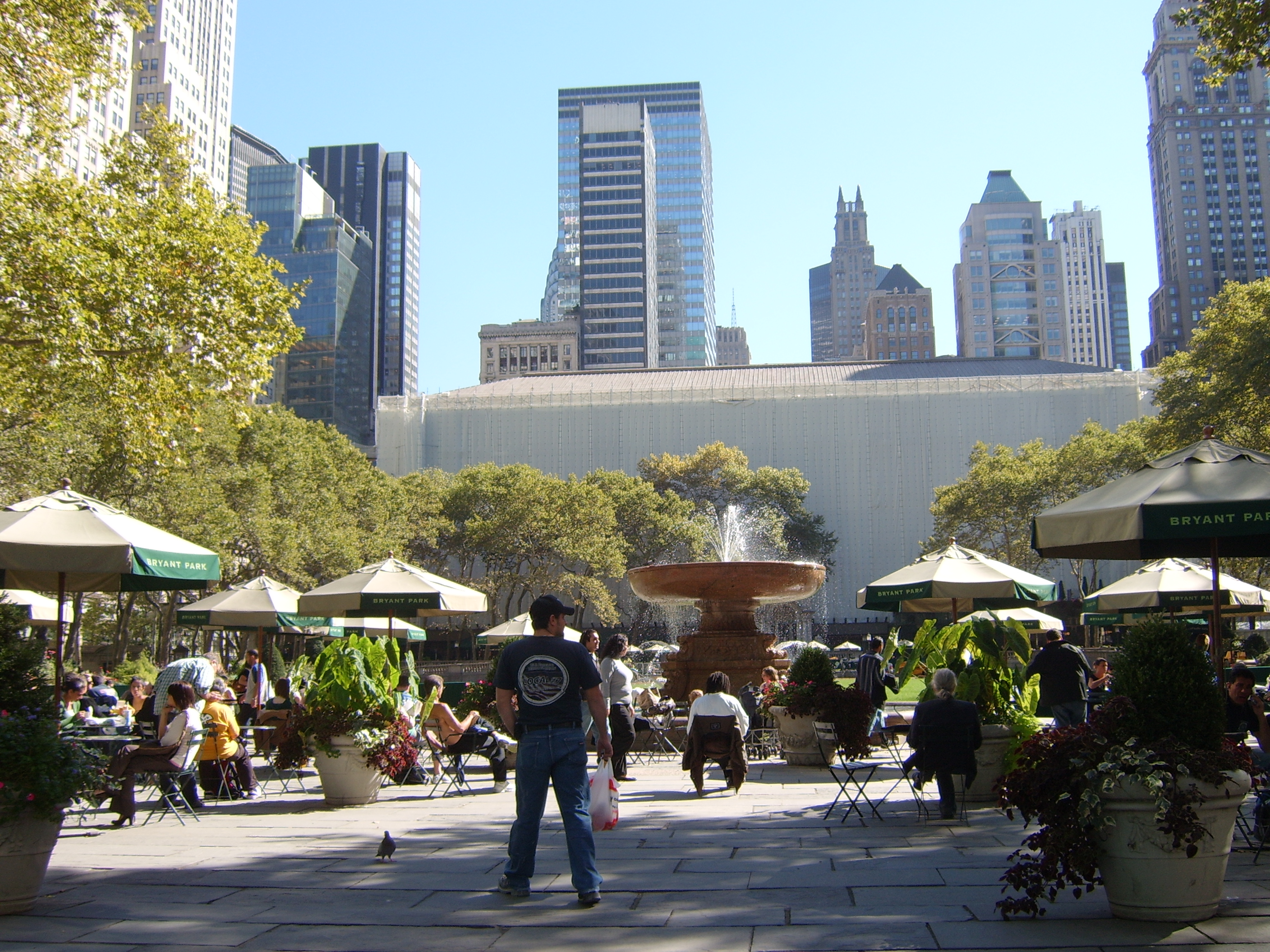
Altra visuale di Bryant Park.

Bryant Park è un parco pubblico di New York di 9.603 acri (39 000 m²).
Il parco è situato nel quartiere di New York di Manhattan, ed è delimitato dalla Quinta Strada, dalla Sesta Strada, la quarantesima strada e la quarantaduesima strada. L'area attualmente occupata dal parco, voluta dal governatore Thomas Dongan, fu istituita nel 1823 come cimitero per i poveri e così rimase sino al 1840, quando centinaia di cadaveri furono trasferiti a Wards Island. Nel 1847 l'area fu adibita a parco, ma il nome Bryant Park gli fu dato solo nel 1884 in onore al giornalista del New York Post ed abolizionista William Cullen Bryant.
Grazie alla sua posizione centrale, il parco è un punto di riferimento importante per la città di New York ed è molto popolare sia fra i residenti che fra i turisti. Infatti nei pressi del parco sono situate varie attrazioni turistiche come Times Square o la torre della Banca d'America alta 266 metri. Inoltre l'edificio centrale della New York Public Library si trova proprio nel parco. Benché faccia parte del New York City Department of Parks and Recreation, Bryant Park è gestito da una associazione senza scopo di lucro, la Bryant Park Corporation fondata nel 1980.
Nelle vicinanze di Bryant Park c'è un hotel che è stato chiamato proprio Bryant Park Hotel. Soprattutto in estate, numerosi eventi si svolgono al parco, mentre sino al 2009 Bryant Park era il luogo dove per due volte ogni anno veniva organizzata la settimana della moda di New York.
Durante i mesi invernali, nel parco viene installato il "Winter Village", con una grande pista per il pattinaggio sul ghiaccio ed il mercatino dei prodotti artigianali ed alimentari.

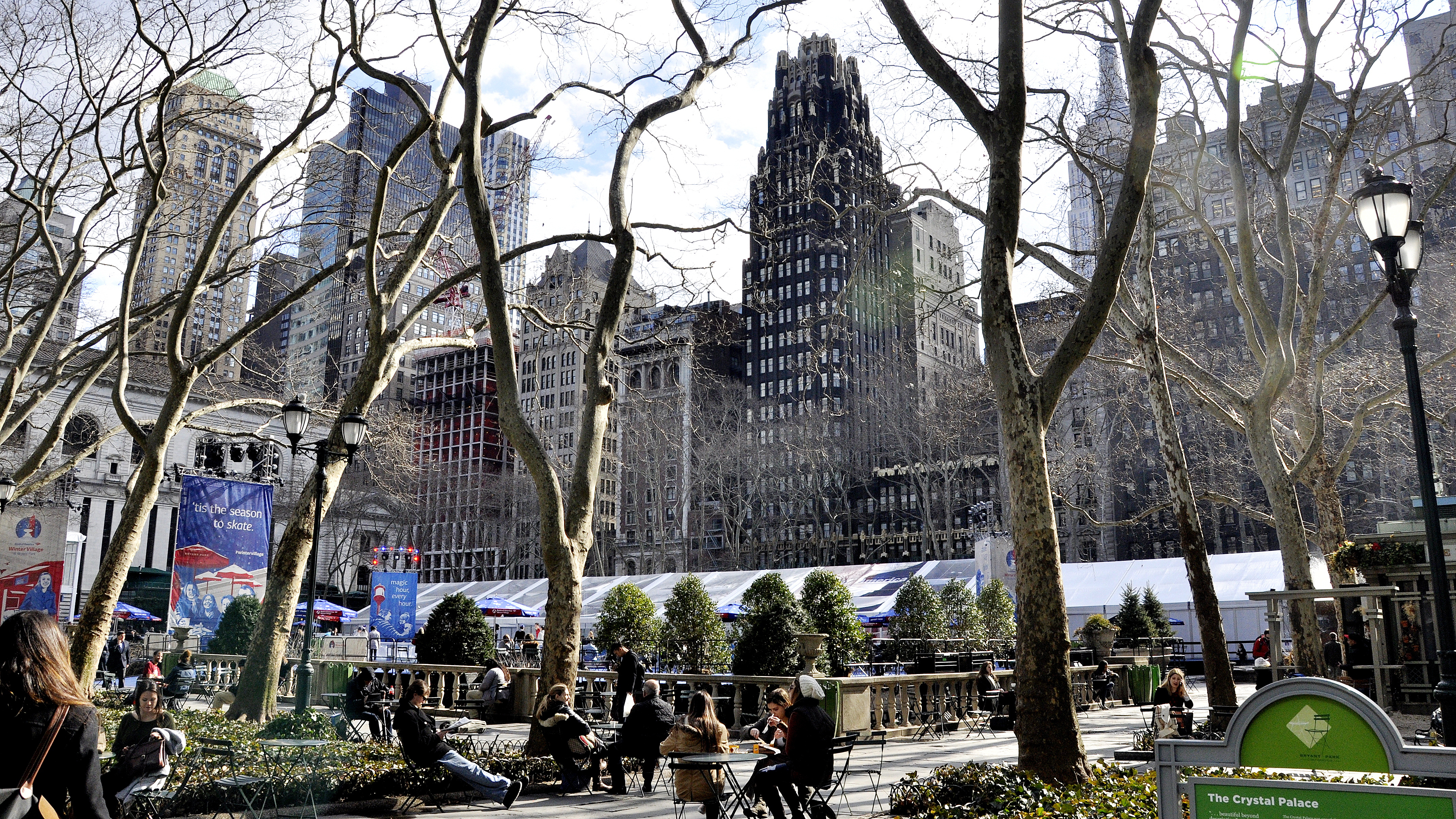
Veduta Bryant Park